# Tony Way
Tony Paul Way (* 7. Oktober 1978 in Rochford, Essex) ist ein britischer Schauspieler und Comedian.

## Leben und Karriere
Tony Way wurde im Alter von 17 Jahren von den britischen Comedians Bob Mortimer und Charlie Higson entdeckt, als sie eines seiner Comedyvideos sahen. Daraufhin ermöglichten sie ihm erste Fernsehauftritte. In der Folge trat er mehrmals in The Fast Show und Bang, Bang, It's Reeves and Mortimer auf.
Größere Bekanntheit erlangte er durch sein Mitwirken in Filmen wie Sacha Baron Cohens Ali G in da House, David Finchers Verblendung oder Doug Limans Edge of Tomorrow sowie die Verkörperung des Dontos Hollard in der HBO-Serie Game of Thrones.

## Filmografie (Auswahl)
Film
- 2002: Ali G in da House (Ali G Indahouse)
- 2003: Cheeky
- 2004: Wenn Träume fliegen lernen (Finding Neverland)
- 2009: Down Terrace
- 2010: Beyond the Pole
- 2010: London Boulevard
- 2011: Anonymus
- 2011: Verblendung (The Girl with the Dragon Tattoo)
- 2012: Sightseers
- 2013: Convenience
- 2014: Edge of Tomorrow
- 2014: The Riot Club
- 2015: High-Rise
- 2018: Ray & Liz

Fernsehen (Auszug)
- 1997: The Fast Show
- 1998: Barking
- 1999: Bang, Bang, It’s Reeves and Mortimer
- 1999: Sir Bernard’s Stately Homes
- 2000: Black Books
- 2000–2001: Fun at the Funeral Parlour
- 2003–2004: Hardware
- 2005–2007: Tittybangbang
- 2006: Blunder
- 2008–2009: No Heroics
- 2010: Above their Station
- 2012: Sherlock
- 2012–2014: Game of Thrones (Fernsehserie, 6 Episoden)
- 2014: Doctor Who
- 2014: Not Going Out
- 2014–2016: Brian Pern: The Life of Rock with Brian Pern (Fernsehserie)
- 2018: Collateral (Fernsehvierteiler, 2 Episoden)
- 2018: Gerichtsmediziner Dr. Leo Dalton (Silent Witness, Fernsehserie, 1 Episode)
- 2019: Pflicht und Schande  (Giri/Haji, Fernsehserie, 5 Episoden)
- 2019–2022: After Life, mit Ricky Gervais, (Fernsehserie, 18 Episoden)